# Branches (Yonne)
Branches település Franciaországban, Yonne megyében. Lakosainak száma 435 fő (2022. január 1.). Branches Appoigny, Charbuy, Chichery, Fleury-la-Vallée, Valravillon és Perrigny községekkel határos.

## Népesség
A település népességének változása:
| Lakosok száma | 488  | 480  | 475  | 451  | 446  | 439  | 436  | 436  | 435  |
|               | 2013 | 2015 | 2016 | 2017 | 2018 | 2019 | 2020 | 2021 | 2022 |